# Moma
Moma uno de los veintiún distritos que forman la provincia de Nampula en la zona septentrional de Mozambique, región fronteriza con las provincias de Cabo Delgado de Niassa y de Zambezia . Región ribereña del Océano Índico.
La sede de este distrito es la villa de Macone.

## Geografía
Situado en la zona sur de la provincia.
Limita al norte con el distrito de Mogovolas; al este el río Ligonha frontera con la provincia de Zambezia, distritos de Gilé y Pebane; al sudeste con el Océano Índico y al noreste con Angoche.
Tiene una superficie de 5 752 km² y según datos oficiales de 1997 una población de 238 655 habitantes, lo cual arroja una densidad de 42 habitantes/km².- En 2005 contaba con una población de 286 552 habitantes.

## División administrativa
Este distrito, formado por siete localidades, se divide en cuatro puestos administrativos (posto administrativo), con la siguiente población censada en 2005:
- Macone, sede y 150 766 (Jacoma y Matande).
  - Chalaua, 77 099.
  - Larde, 32 854.
  - Mucuali, 25 803 (Najaca).